# 소니 α5000
소니 α5000은 2014년 1월 7일 출시된  소니 E마운트 미러리스 렌즈 교환식 카메라이다. 라인업은 NEX-3의 후계기이다. 발표 시점 기준으로 세계에서 가장 가볍고 작은 렌즈 교환식 미러리스 카메라이며, 2,010만 화소 APS-C CMOS와 빌트 인 플래시를 탑재하고 있다. LCD는 180도 각도로 틸트가 가능하며, 새로운 오토 오브젝트 프레이밍 모드와, 조절 가능한 몇가지 수정 모드를 지원한다.

## 같이 보기
- 소니 α6000